# Relikviář

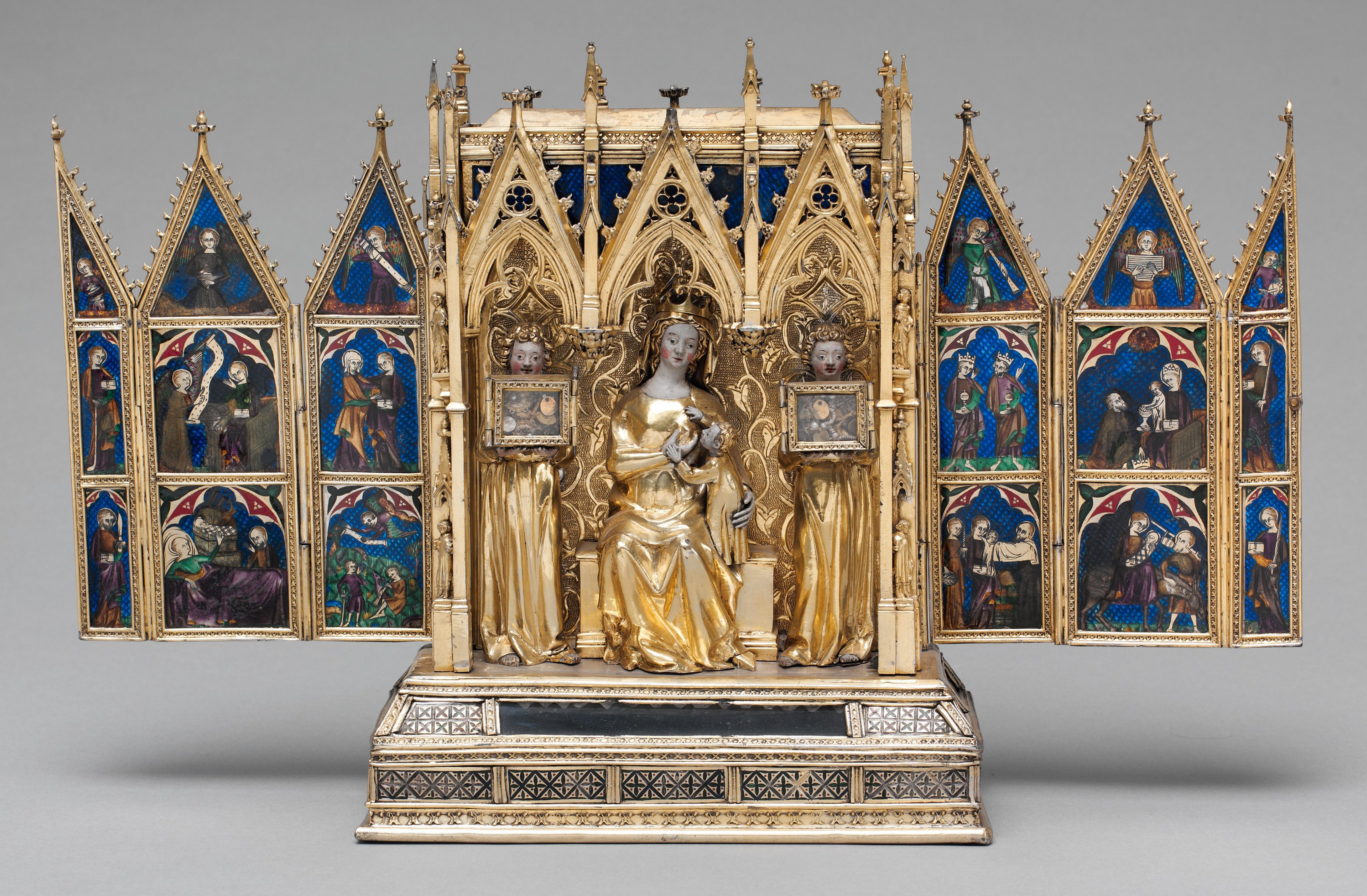
Relikviář sv. Jana z Touyl, 1328

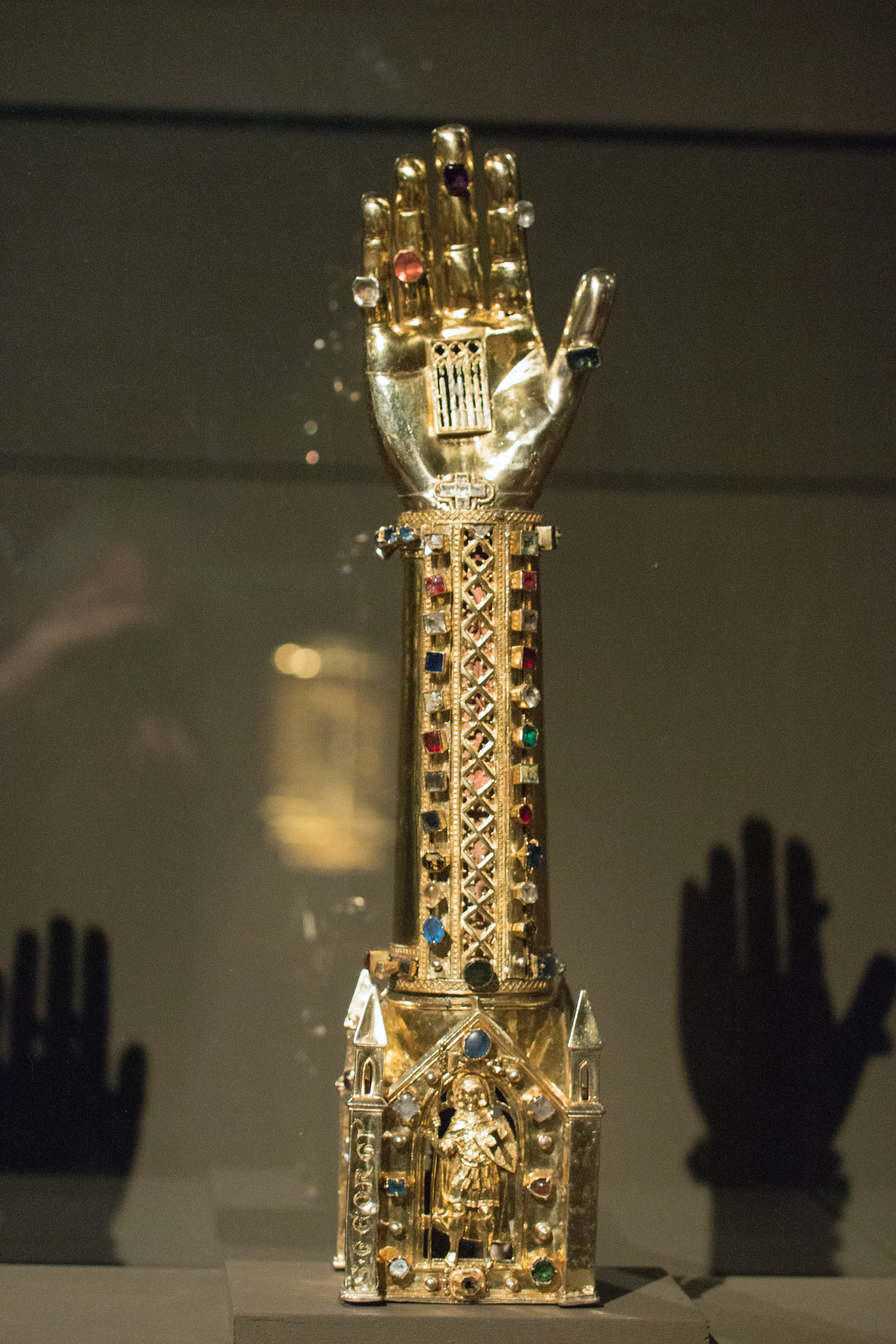
Relikviář paže sv. Jiří z kláštera sv. Jiří na Pražském hradě, kolem 1275; Svatovítský poklad

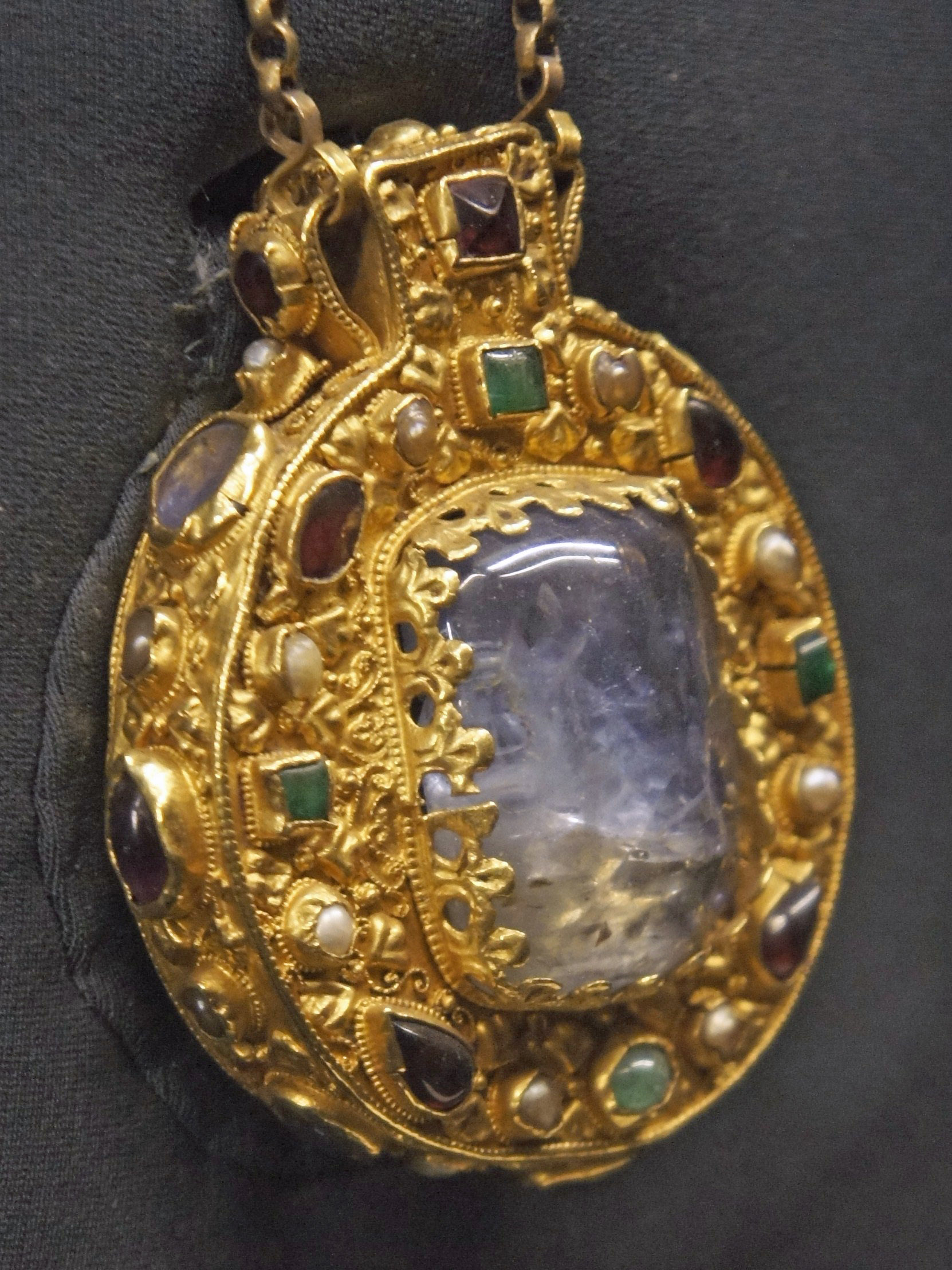
Talisman Karla Velikého

Relikviář je schrána nebo schránka na relikvie. Jsou v ní uloženy, a často i vystaveny. Relikviáře jsou předmětem uctívání, a proto bývají umístěny v křesťanských, buddhistických nebo hinduistických chrámech na oltářích nebo v pokladnicích. Za nejcennější (primární) relikvie jsou považována těla proroků, světců, Ježíše Krista nebo Panny Marie a jejich části nebo částečky. Pod nimi významem stojí relikvie druhotné (sekundární), jimiž jsou osobní předměty, které pocházejí z hrobu světce nebo jsou legendou spojeny s jejich životem či osobním užíváním.
Relikviář má devoční význam. Lidé věří, že svaté ostatky v sobě mají posvátnou sílu, zázračnou moc pomáhat či uzdravovat. Klanět se, uctívat či dotýkat se relikviářů má věřícím přinést ve spojení s modlitbou požehnání či zvláštní milost.

## Typy
V katolických chrámech nebo v chrámových pokladnicích:
- sarkofág s tělem světce, tumba chrámového patrona: v hlavním oltáři na něm nebo v kryptě pod ním (např. tumba sv, Bonifáce, Fulda)

těla římských prvomučedníků a světců v prosklených rakvích (např. u sv. Tomáše v Praze, v katedrále v Litoměřicích nebo ve Waldsassenu )
- skříňka, truhlička
- tzv. mluvící relikviář ve tvaru části těla, ze které pochází relikvie: busta, paže, ruka, noha
- deska: ikona, plenář
- stojací oltářní ostensorium, často ve tvaru monstrance; drobné ostatky světců (kůstky, části oděvu); také částečky dřeva, dotýkané se svatým křížem. Mnohdy jsou relikviáře pevnou součástí retabula oltáře. a rovněž vystavená úctě v prostoru kostela nebo kaple.
- trůn, křeslo, oděv, mitra, hůl, kalich, paténa, konvice
- drobný osobní relikviář, závěšovaný na krk majitele: fylaktérium, monile, kapsle

## Historie
První relikviáře (kolem 4. století) měly podobu malých schránek. Velké zdobené truhly a rakve se začaly objevovat na přelomu 12. a 13. století. Příkladem velkého bohatě zdobeného relikviáře je například Relikviář svatého Maura v Bečově nad Teplou. Zvláštním typem relikviářů jsou schránky ve tvaru uchovávané části těla (ruka, hlava apod.), které jsou někdy nazývány „mluvící relikviáře“. Kolem čtvrtiny 13. století se začaly vyrábět deskové relikviáře zvané plenáře.

## Významné relikviáře
Evropa 
- Relikviář Kristovy koruny v Sainte Chapelle, Paříž
- Stolec sv. Petra, v bazilice sv. Petra, Řím
- Talisman Karla Velikého (fylaktérium), pokladnice v Palis du Tau, Remeš
- Relikviářová skříň Panny Marie, Münster, Cáchy
- Relikviářová skříň Sv. Tří králů, dóm, Kolín nad Rýnem
- Relikviářová busta sv. Jakuba Většího, hlavní oltář katedrály, Santiago de Compostela

Česko
- Relikviář svatého Maura v Bečově nad Teplou
- Gotický relikviář paže sv. Jiří z kláštera benediktinek na Pražském hradě, Svatovítský poklad v Praze
- Gotické relikviářové busty českých patronů sv. Václava, Vojtěcha a Víta, Svatovítský poklad v Praze
- Plenář sv. Markéty benediktinů v Břevnově
- Barokní relikviář svaté Pavlíny v kryptě dómu v Olomouci
- Jihočeské: Ostatky sv. Auraciána v Českých Budějovicích; ostatky sv. Konkordie v Bavorově

## Galerie

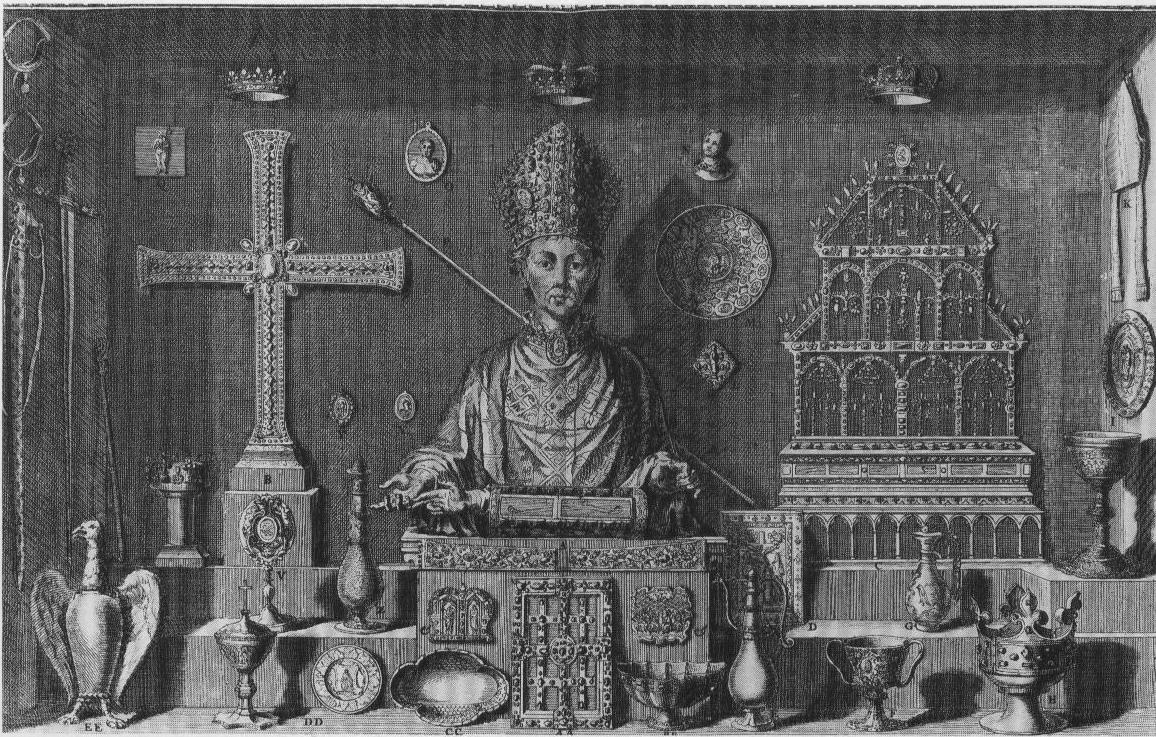
Relikviáře z pokladnice v St.Denis, zničené za francouzské revoluce
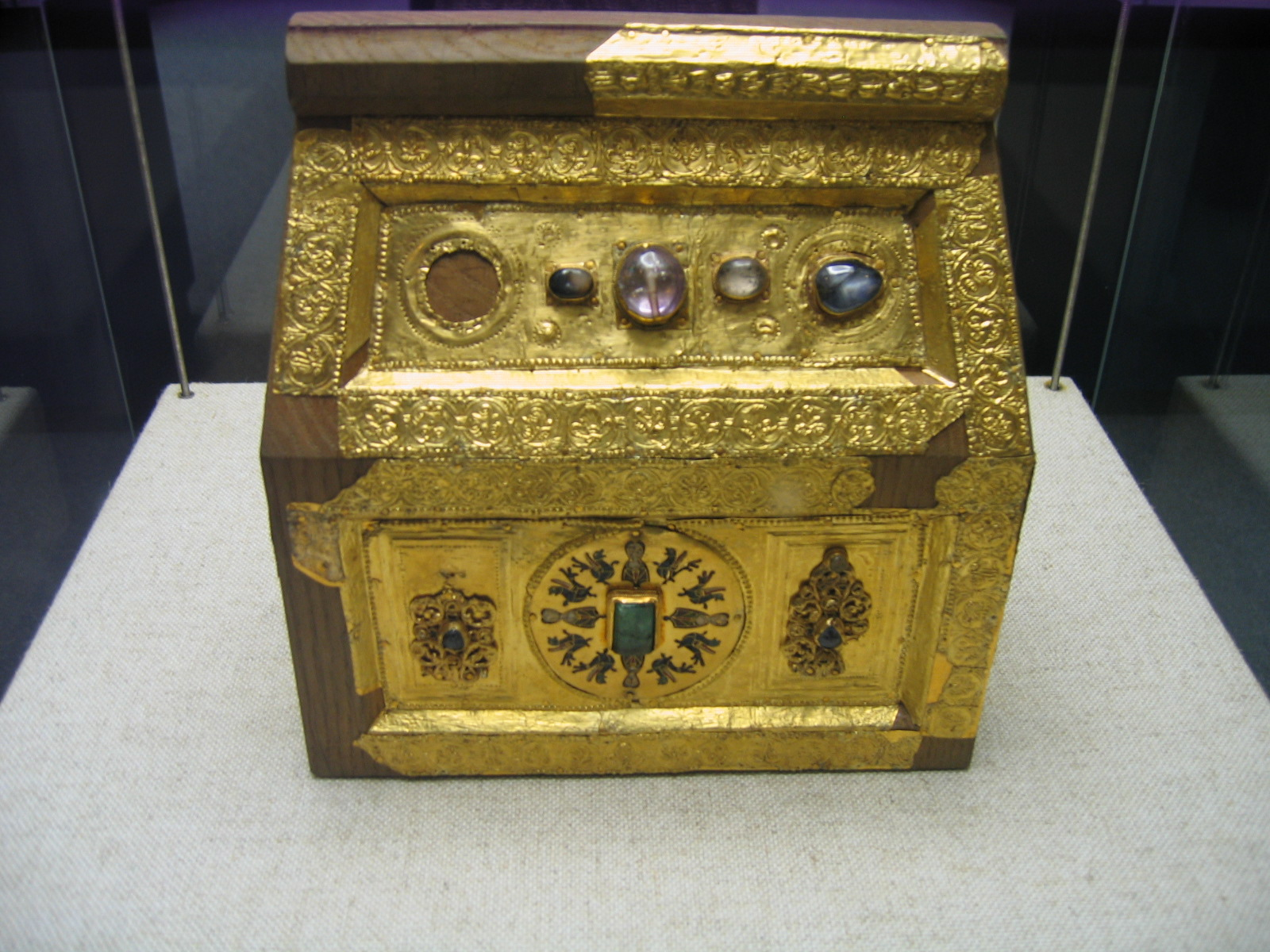
Truhlička sv. Petra, dóm Minden
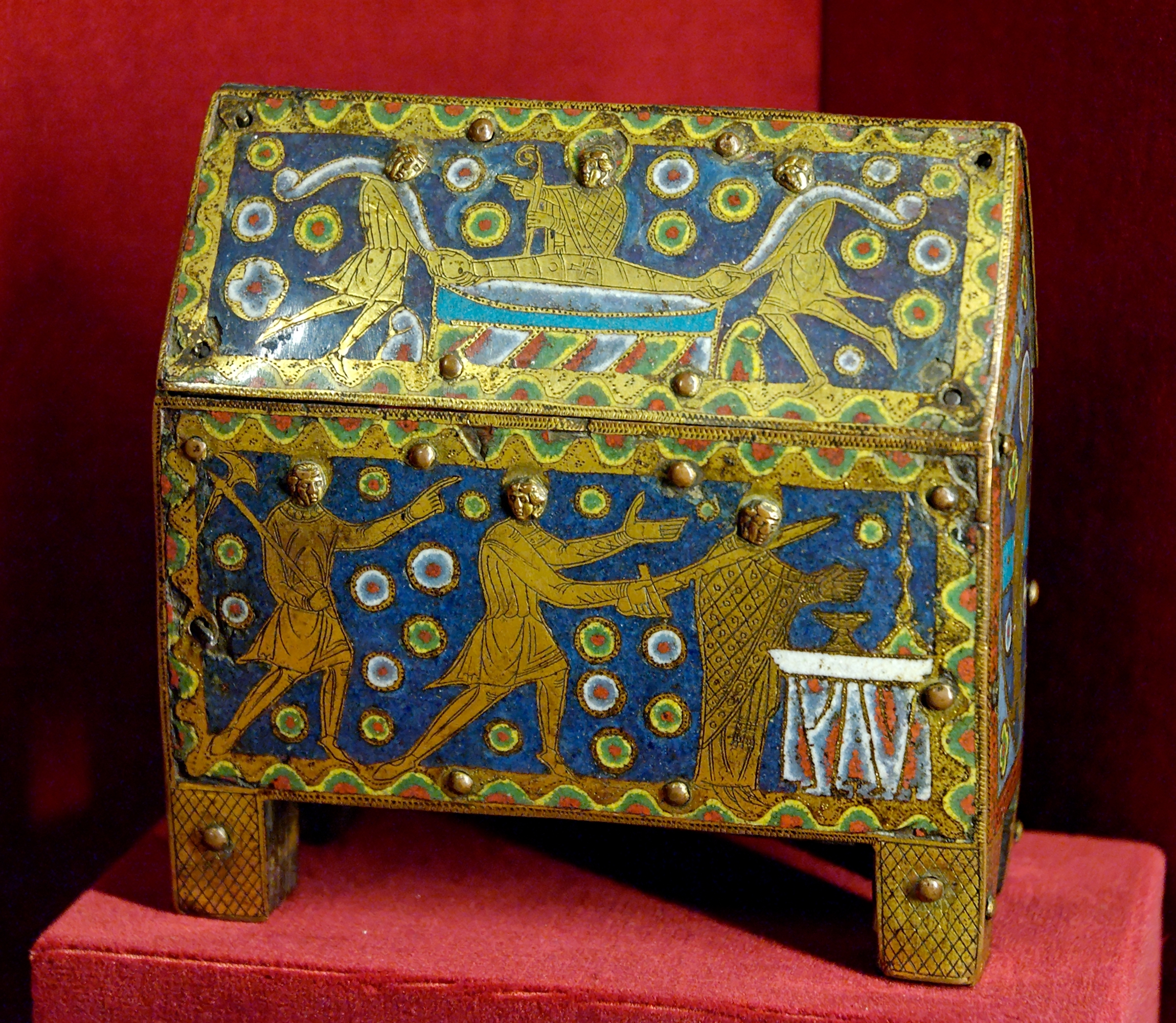
Relikviář sv. Tomáše Becketa
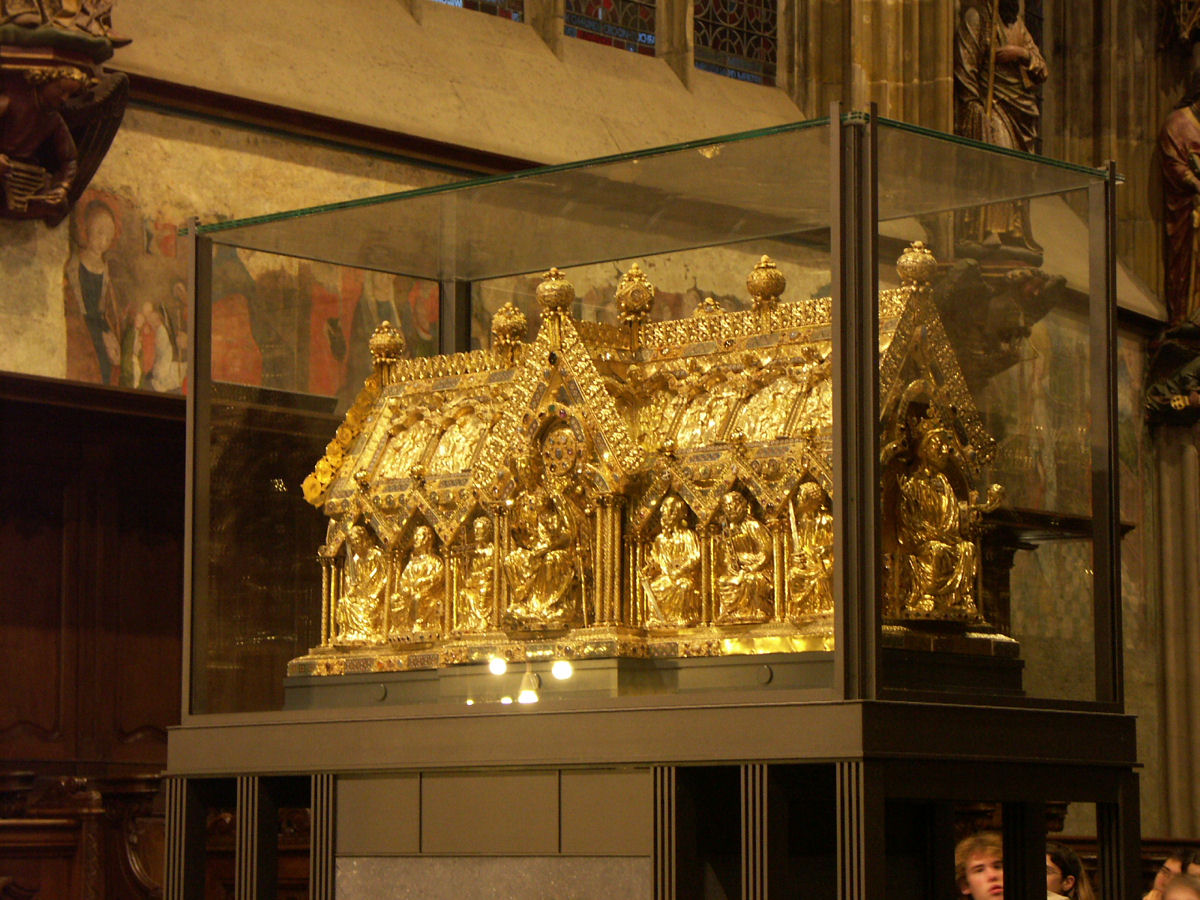
Relikviář P. Marie, Cáchy
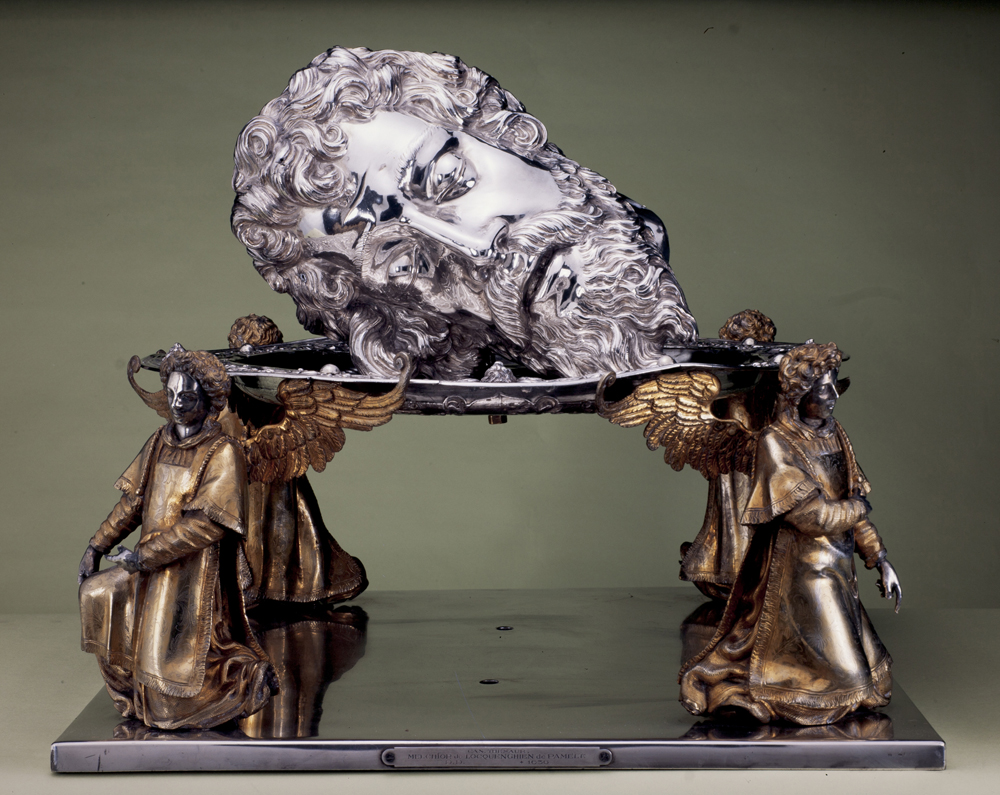
Relikviář hlava sv. Jana Křtitele na míse
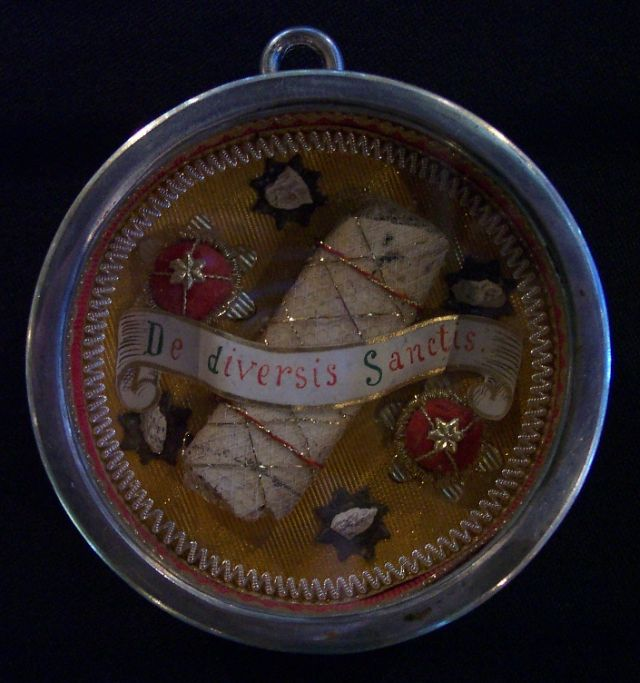
Kapsle s relikvií, chrámový poklad Münster, (Vestfálsko)